# H&K SR9
H&K SR9は、ドイツのH&K社が開発した民生用自動小銃である。"SR"は「スポーツ用ライフル」（Sporting Rifle）を意味する。

## 概要
SR9は、アメリカ合衆国の銃器市場での展開を前提として開発されたH&K G3の派生型の1つである。かねてより輸出・販売されていたG3の民生用モデルHK41/91小銃を1989年に施行された銃規制に適応させる形に再設計したものである。生産はアメリカ国内で行われた。
標準型のSR9はサムホールストックや丸みのあるハンドガードが外見上の特徴であり、トリガーグループにはPSG1狙撃銃のものを原型に、より速射性能を落としたものが使用された。
SR9(T)は、精密射撃モデルの1つで、Tは「射撃」（Target）を意味する。SR9(T)はPSG1狙撃銃と共通の握把およびトリガーグループ、MSG90狙撃銃と共通の銃床を備えている。SR9(TC)は、より高級な精密射撃モデルで、TCは「射撃競技会」（Target Competition）を意味する。SR9(TC)は握把、トリガーグループ、銃床がPSG1狙撃銃のものと共通である。
なお、H&K SL9SDという製品もあるが、これは、別設計の民生用小銃SL8（H&K G36の民生用モデル）の派生型の1つであり、SR9とは無関係である。

## 登場作品

### 映画
『ヒート』
SWATがニール・マッコーリーらを監視する際に使用。
『暴走特急』
テロリストの一員である女傭兵のパティマが、主人公のケイシー・ライバックに対して使用しており、独特な仕様のスコープが装着されている。
『山猫は眠らない』
主人公の相棒を務めるミラーが使用。